# 瓦斯盧伊縣
瓦斯盧伊縣是羅馬尼亞東北部的一個縣。東與摩爾多瓦隔普魯特河相望。面積5,318平方公里，人口455,049（2002年）。首府瓦斯盧伊。
下設3市、8镇、52鄉。